# Єзерський Сидір Антонович
Єзерський Сидір Антонович (псевдоніми і криптоніми — Ісидор з-під Теребовлі, Сидір Тюрмач, С. Є. та ін.; 1847, с. Глещава, нині Теребовлянського району Тернопільської області — 24 червня 1900, м. Золочів, нині Львівська область) — український греко-католицький священник, поет, перекладач, педагог.

## Життєпис
Закінчив Львівську духовну семінарію і богословський факультет Львівського університету (1872). Висвячений на священника в 1871 році. Після висвячення працював один рік сотрудником на парафії в с. Добростани. З 1872 року — в Золочеві (в 1872—1877 роках як сотрудник). 1875—1900 учителював у Золочівській гімназії. Викладав релігію та українську мову. Засновник та активний член філії «Просвіти» в Золочеві.
Помер 24 червня 1900 року в Золочеві.

## Творчість
Автор ліричних поезій, перекладів драми Фрідріха Шиллера «Підступність і кохання» (1884; під назвою «Інтрига і кохання» йшла на сцені Руського народного театру у Львові), повістей Ю. Коженьовського «Анілька» (1873) та «Поступова панна» (1899), роману Е. Дж. Булвера-Літтона «Останні дні Помпеї»(1890-ті).
Друкувався у газеті «Голос народний» (м. Коломия, нині Івано-Франківська область), журнал «Весна», «Правда», «Руслан» та ін. Опубліковані статті «До історії русько-українського письменства» (1890), «Історія Золочівської гімназії» (1899) й ін.